# Jan Mayerhofer
Jan Mayerhofer (* 7. Juli 2000) ist ein österreichischer American-Football-Spieler auf der Position des Defensive Backs.

## Werdegang
AFC Rangers Mödling
Mayerhofer war sieben Jahre im Fußball aktiv, bevor er 2013 zum American Football wechselte. Er begann bei den AFC Rangers Mödling mit dem Sport und durchlief dort den Nachwuchs. In der Jugend wurde er zeitweise auch als Quarterback eingesetzt. Zur Saison 2018 wurde er als Defensivspieler in den Kader der Kampfmannschaft aufgenommen.
Swarco Raiders Tirol
2020 zog Mayerhofer wegen seines Studiums nach Innsbruck und schloss sich daher den Swarco Raiders an. Aufgrund der Covid-19-Pandemie entschieden sich die Raiders, 2020 nicht am Spielbetrieb teilzunehmen, weshalb Mayerhofer erst während der AFL-Saison 2021 sein Debüt für die Raiders gab. Er wurde mit den Raiders österreichischer Meister. Im CEFL Bowl unterlagen sie hingegen den Schwäbisch Hall Unicorns.
Für die Saison 2022 unterschrieb Mayerhofer einen Vertrag bei den Raiders Tirol, die 2022 erstmals als Franchise in der European League of Football antraten. Mayerhofer war Stammspieler und führte das Team in Interceptions an. Mit den Raiders erreichte er das Halbfinale, das jedoch gegen die Hamburg Sea Devils verloren ging. Im November 2022 gaben die Raiders die Verlängerung mit Mayerhofer um eine weitere Saison bekannt.
Nationalmannschaft
In der Jugend wurde Mayerhofer regelmäßig zum Next Generation Bowl eingeladen. Mit der österreichischen U19-Nationalmannschaft gewann Mayerhofer 2019 die Junioren-Europameisterschaft. Seit 2021 ist Mayerhofer österreichischer Nationalspieler.

## Statistiken
| Jahr                            | Team          | Spiele | Starts | Tackles | Tackles | Tackles | Tackles | Tackles | Passverteidigung | Passverteidigung | Passverteidigung | Passverteidigung | Passverteidigung | Fumbles | Fumbles | Fumbles |
| Jahr                            | Team          | Spiele | Starts | Total   | Solo    | Ast     | TFL     | Sack    | INT              | Yds              | TD               | BrUp             | PD               | FF      | FR      | TD      |
| ------------------------------- | ------------- | ------ | ------ | ------- | ------- | ------- | ------- | ------- | ---------------- | ---------------- | ---------------- | ---------------- | ---------------- | ------- | ------- | ------- |
| European League of Football     |               |        |        |         |         |         |         |         |                  |                  |                  |                  |                  |         |         |         |
| 2022                            | Raiders Tirol | 12     | 11     | 22      | 17      | 5       | 1,0     | 0,0     | 3                | 27               | 0                | 6                | 9                | 0       | 0       | 0       |
| 2023                            | Raiders Tirol | 12     | 11     | 40      | 21      | 19      | 0,0     | 0,0     | 0                | 0                | 0                | 0                |                  | 0       | 0       | 0       |
| ELF Gesamt                      | ELF Gesamt    | 24     | 22     | 62      | 38      | 24      | 1,0     | 0,0     | 3                | 27               | 0                | 6                | 9                | 0       | 0       | 0       |
| Quellen: sportsmetrics.football |               |        |        |         |         |         |         |         |                  |                  |                  |                  |                  |         |         |         |

## Privates
Mayerhofer maturierte 2018 und absolvierte 2019 seinen Wehrdienst im Bundesheer. 2020 begann er an der Universität Innsbruck ein Physikstudium.